# Альметьев, Василий Михайлович
Василий Михайлович Альметьев (иногда Альметев; 9 (21) января 1879, Оренбургская губерния — после 1919) — есаул царской армии, войсковой старшина Белого движения, временный командующий 21-го полка Оренбургского казачьего войска (1919), кавалер шести орденов. Брат полковника Н. М. Альметьева.

## Биография
Родился 9 (21) января 1879 года в Остроленском поселке, Верхнеуральского уезда, Оренбургской губернии. Как и его братья, Николай и Пётр, Василий являлся представителем офицерской династии нагайбаков, происходившей, по некоторым сведениям, из рода татарских мурз. Получил общее образование в Верхнеуральском городском двухклассном училище и Троицкой гимназии. Затем поступил в Оренбургское казачье юнкерское училище, которое окончил в 1901 году по второму разряду. В 1910 году стал выпускником Офицерской стрелковой школы.
В конце августа 1899 года приступил к воинской службе в Русской императорской армии. В начале апреля 1903, стал хорунжим (со старшинством с 1902). Уже после Русско-Японской войны, в начале июля 1907 года, был произведён в сотники (со старшинством с сентября 1906). Получил чин подъесаула «иррегулярной кавалерии» в октябре 1910, а есаула — в период Первой мировой войны, в феврале 1916 (со старшинством с сентября 1914). Чин войскового старшины получил во время Гражданской войны, в ноябре 1918 года — был представлен к повышению командующим Уральского армейского корпуса, с формулировкой «за боевые отличия».
По состоянию на 1903 год проходил службу в Оренбургском 3-м казачьем полку — с мая он оказался на льготе без должности. С апреля 1904 года продолжил службу, но уже в Оренбургском 10-м казачьем полку — с этим подразделением принял участие в Русско-Японской войне. Вновь вышел на льготу в феврале 1906 года. С 1908 года числился в Оренбургском 5-м казачьем полку, где оказался и в 1913, после очередной льготы (1911). Непосредственно перед Мировой войной он был переведён в Оренбургский 9-й казачий полк.
С началом боевых действий Первой мировой войны был назначен в Оренбургский 16-й казачий полк (август 1914 года). В апреле 1915 года был «эвакуирован в войско по болезни» — где позже стал командиром 4-го отделения конского запаса. В ноябре был в распоряжении атамана второго военного отдела Войска — назначен в отдельный казачий дивизион. После Октябрьской революции, в феврале 1918 года, был уволен в связи с демобилизации всего дивизиона.
В 1918 году вступил в борьбу с большевиками в четвёртом партизанском отряде казаков. В июле он стал помощником по хозяйственной части командира 5-го полка — октябре был переведён на аналогичную должность в Оренбургский 21-й казачий полк. Дважды временно командовал этим полком в феврале-апреле 1919 года. 2 апреля, возглавляя 21-й полк и находясь непосредственно в его цепях, был ранен пулей в грудь навылет.

## Награды
- Орден Святой Анны 4 степени (1904): «за храбрость»
- Орден Святого Станислава 3 степени с мечами и бантом
- Орден Святой Анны 3 степени с мечами и бантом (1905, по другим данным — 1913)
- Орден Святой Анны 2 степени с мечами (1914—1917)
- Орден Святого Станислава 2 степени с мечами (1914—1917)
- Бухарский орден серебряной звезды 1 степени (май 1911)
- Золотая юбилейная медаль эмира Бухарского (май 1911)[5][4]

## Семья
Брат (старший): Николай Михайлович Альметьев (1872—1938) — войсковой старшина царской армии, полковник Белого движения, командующий 35-го полка Оренбургского казачьего войска (1919), кавалер шести орденов.
Брат (младший): Феодор Михайлович Альметев (1876—1920) — священник Оренбургской епархии Русской Православной Церкви, сотрудник киргизской миссии (1902—1906), заведующий Александровским миссионерским станом (1906—1907), благочинный Требиатского (1913—1915) и 3-го Верхнеуральского (1915—1917) округов. Расстрелян в 1920 году в Казахстане, близ города Сергиополь, Семипалатинская область.
Василий Альметьев был женат на Зинаиде Ивановне Лазаревой, дочери верхнеуральского купца. По состоянию на июнь 1919 года, в семье было двое детей: Георгий (12 лет) и Модест (11 лет).